# Бертрада Старата
Бертрада Стара (на немски: Bertrada die Ältere; * 660; † 721) е прабаба на Карл Велики.

## Биография
Тя е най-малката дъщеря на пфалцграф Хугоберт от фамилията на Хугобертините и на Ирмина от Еран при Трир. Сестра е на Плектруда, първата съпруга на Пипин Средни, на игуменката Адела от Пфалцел, на Регинтруда, втората съпруга на херцог Теодберт от Бавария и на Хроделинда. Втора братовчедка е на Алпаида, майката на Карл Мартел.
Бертрада е майка на граф Хериберт от Лаон. С него тя основава през 721 г. манастира в Прюм.
Бертрада е баба на Бертрада Млада от Лаон, която става съпруга на франкския крал Пипин III Млади и майка на Карл Велики и 754 г. кралица.

## Галерия
- Замъкът Бертрадабург в Мюрленбах, наречен на Бертрада Стара
- Манастирът Прюм с базиликата Св. Салватор